# Братья Крахмальниковы
Бра́тья Кра́хмальниковы — Лев Абрамович (купец II-й гильдии, 1864 — 26 мая 1915) и Яков Абрамович (купец I-й гильдии, 1861—?) Крахмальниковы, потомственные кондитеры, основатели «Конфетной и пряничной фабрики» в Одессе и торгового дома «Братья Крахмальниковы» (90-е гг. XIX века). Продолжатели кондитерского дела, начатого их отцом Абрамом Вольфовичем Крахмальниковым.

## История кондитерского дела
В 1820 году Аврум-Вольф Крахмальников (1800 — 26 ноября 1883), «одесский мастер хлебопекарского цеха» открыл на Малой Арнаутской улице в Одессе частную пекарню и начал производство пряников по собственному рецепту. Бизнес оказался удачным, доходы от продаж позволяли наращивать капитал и содержать многодетную семью. Крахмальниковы, имевшие австро-венгерское подданство, стали часто выезжать в Европу, регулярно бывали на водах в Карлсбаде.
Успешное дело Абрама Крахмальникова продолжили двое его сыновей — Лейб (Лев) и Янкель (Яков). Им удалось развить и расширить производство пряничной продукции, значительно увеличив ассортимент выпускаемых сладостей. В 1893 году Лев и Яков Крахмальниковы открывают, как гласила вывеска, «Одесскую паровую конфектную и пряничную фабрику». Фабрика была одним из самых передовых производств того времени — использовались паровые двигатели, особое внимание уделялось условиям труда рабочих и мастеров-кондитеров. На фабрике был введён 10-часовой (а позднее 9-часовой) рабочий день, за здоровьем персонала следил штатный врач, и в случае болезни рабочим выплачивались больничные деньги.
Помимо пряников и английских бисквитов фабрика производила мармелад, монпансье, драже, карамель, подушечки в сахаре и шоколад. К концу 1890-х годов фабрика начинает выпуск халвы, рахат-лукума, а также продаёт высококачественное сырьё для кондитерского производства.
К началу XX века «крахмальниковские» лакомства стали невероятно популярны в Одессе и за её пределами, в том числе и благодаря своему качеству. Известно, что при производстве сладостей использовался только сахар-рафинад высшего сорта и натуральные соки из вишни, свеклы, шпината.

## Оформление упаковки
Особое место занимала упаковка продукции. Шкатулки, бонбоньерки — жестяные коробочки для монпансье, драже, мармелада — всё украшалось художественными рисунками и узорами в стиле модерн. Более того, на фабрике открыли отдельный цех по производству бонбоньерок. Жестяные коробочки из-под крахмальниковских сладостей в дальнейшем использовались в качестве шкатулок для хранения бумаг, украшений и галантерейных мелочей. Именно поэтому немало раритетных образцов крахмальниковской упаковки хорошо сохранилось.
Художественно оформлялись и обёртки конфет, например, серия красочных обёрток для карамели «Типы женщин всех стран» с портретами типичных для того времени представительниц разных народов.

## «Золотой век» Крахмальниковых
Конец XIX — начало XX веков стало порой расцвета кондитерского дела братьев Крахмальниковых. Их имя, как и продукция, было известно уже не только на юге России, но и в столицах — Москве и Санкт-Петербурге. 
Начав бизнес с оборота в 56 тысяч рублей, к 1898 году Крахмальниковы подняли этот показатель до 193,5 тысяч рублей и возглавили список выдающихся предприятий отрасли Херсонской губернии.
В 1900 году торговый дом получил разрешение на установку, как тогда их называли, «автоматических аппаратов для продажи конфект» в местах народных гуляний в Одессе. Городские власти позволили установить «железных продавцов» в Городском саду, Александровском парке, на Приморском бульваре, что для одесситов стало событием резонансным. Теперь гуляющие могли бросить в аппарат монетку и получить шоколадку в обёртке.
В 1906 году Лев и Яков Крахмальниковы расширили производство и перевели его в новые кондитерские цеха на Среднефонтанской улице, против Чумной горы. При этом контора и первая кондитерская лавка торгового дома «Братья Крахмальниковы» продолжала работать на Малой Арнаутской, также в центре города, на углу улиц Базарной и Екатерининской находился ещё один розничный магазин.
Продукция фабрики начала получать награды на Всероссийских и Всемирных выставках в Ростове-на-Дону, Москве, Брюсселе, Париже (изображение медалей в обязательном порядке наносилась на упаковку).
Помимо предпринимательства Крахмальниковы были известны и своей благотворительностью. В 1913 году имена Льва и Якова вместе с именами других видных российских предпринимателей были внесены в «Юбилейное историческое и художественное издание в память 300-летия царствования Державного Дома Романовых», в 1911 году оборот компании составлял 1,5 миллиона рублей.

## Закат кондитерской империи
На волне успеха в планах Льва и Якова Крахмальниковых было открытие фирменных кондитерских в Москве и Санкт-Петербурге. Но воплотить эти планы не удалось. Лев Абрамович Крахмальников ушёл из жизни в 1915 году. С началом Первой мировой войны предприятие одесских кондитеров, оставшееся под руководством управляющего, начало терпеть убытки. Часть иностранного сырья не доходила до Одессы из-за прерванного войной торгового судоходства на Чёрном море. Кроме того, с введением «сухого закона» рабочие стали нередко воровать сахар с производства, чтобы гнать самогон.
Революцию 1917 года дело Крахмальниковых не пережило, Яков Абрамович Крахмальников в 1920 году через Константинополь эмигрировал из России. В 1918 году фабрика была национализирована большевиками и стала называться «Первой государственной кондитерской фабрикой», а в 1922 году ей присвоено имя Розы Люксембург. После Великой Отечественной войны кондитерское производство в Одессе было восстановлено; фирменный магазин Одесской кондитерской фабрики им. Розы Люксембург «Золотой ключик» занимал почетное место на Дерибасовской, напротив Городского сада.
В настоящее время предприятие расположено в Третьем Водопроводном переулке, дом 9. В 1994 году оно было преобразовано в ЗАО «Одесса», а в 2004 году реорганизовано в ЗАО «Одессакондитер» и ЗАО «Торговый дом „Люксембургский“». Всего на заводе больше восьмисот сотрудников. Выпускается более 250 наименований кондитерских изделий — вафли, печенье, карамель, конфеты, зефир, мармелад, драже, торты и т. д. Постоянно функционирует семь производственных цехов. Продукция «Одессакондитера» реализуется на внутреннем рынке и экспортируется за рубеж — в Америку, Израиль, Литву, Латвию, Чехию, Германию, Монголию, Казахстан, Узбекистан и другие страны. Фабрика делает шоколад для Киево-Печерской лавры и галеты для украинской армии.

## Потомки Крахмальниковых
С началом еврейских погромов в Одессе двое сыновей Льва Крахмальникова уехали в Италию. Старший сын Яков и две дочери — Эсфирь (Софья) и Анна (1897—?) — остались в России. Именно благодаря им сохранилась рецептура приготовления «крахмальниковских» сладостей. В частности, Эсфирь Лейбовна (Софья Львовна) Крахмальникова (1895—1973), которая была одной из наследниц отцовского предприятия, сохранила записную книжку с рецептами сладостей; покинула Одессу только в 1942 году во время эвакуации, перебравшись в Сталинабад, а затем в Ташкент.
В 1956 году сын Софьи Львовны академик-востоковед Григорий Бондаревский перевёз семью в Москву. Рецепты из частично сохранившейся записной книжки Софьи Львовны Крахмальниковой восстановлены её правнуком, Григорием Фатеевым и применяются при производстве сладостей в кондитерской «Братья Крахмальниковы» (Чехия, Карловы Вары).